# Частный клуб

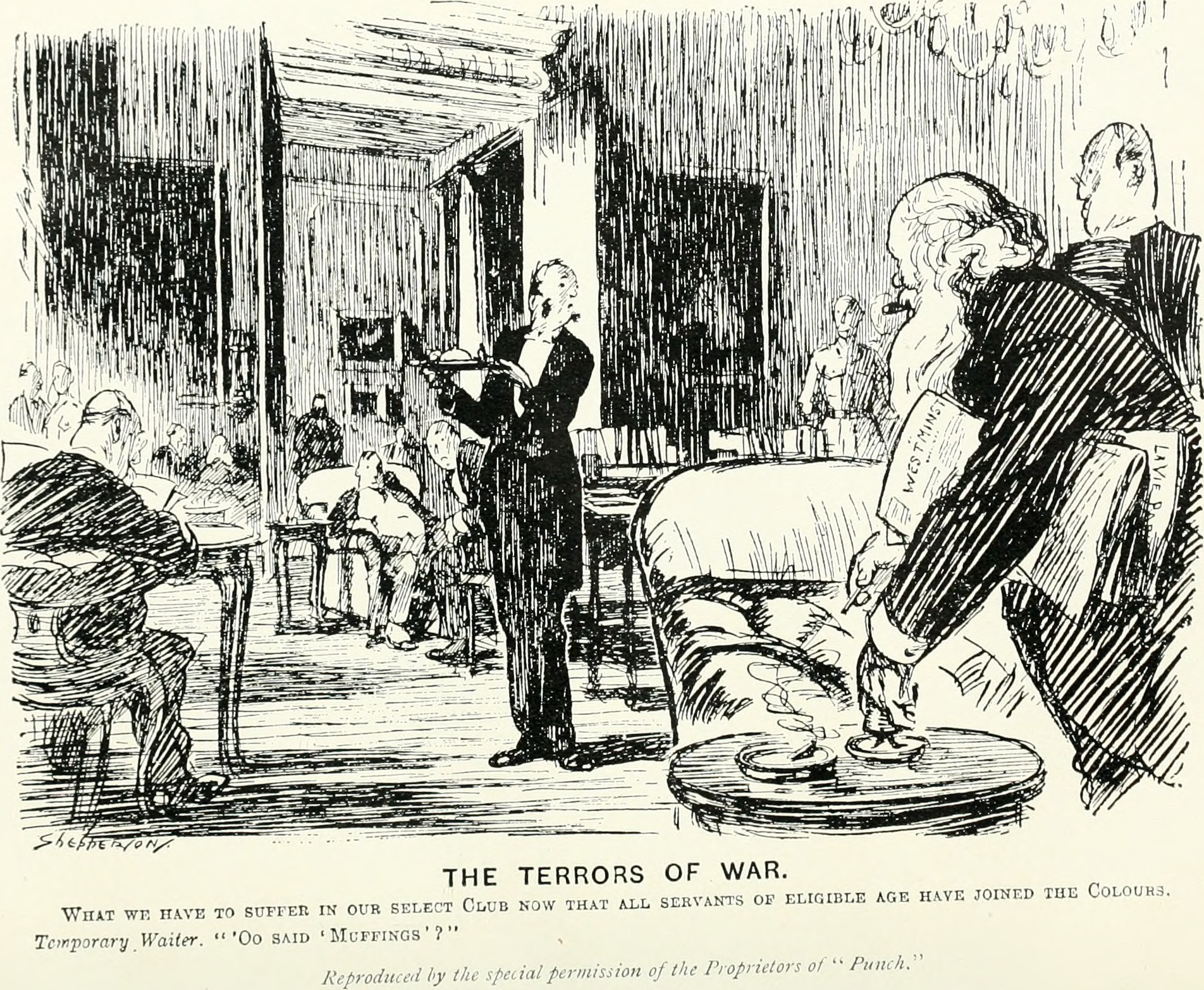
Карикатура 1920 года на Клуб искусств — частный клуб, основанный в Лондоне Чарльзом Диккенсом.

Частные клубы —  организации, предоставляющие социальные и другие услуги своим членам на основе членских взносов. Большинство из них  принадлежат их членам и контролируются ими. Некоторые из частных клубов изначально были джентльменскими клубами, в которые члены сначала должны были быть избраны; другие представляют собой более современные коммерческие заведения без классовых или гендерных ограничений, обычно предлагающие еду, напитки, комфортную обстановку, аренду помещений и бизнес-услуги в обмен на членские взносы.